# Colima (Colima)
Colima es una ciudad mexicana, capital del estado de Colima, y la tercera ciudad más poblada del estado, es una de las ciudades con mejor calidad de vida del país y la cabecera del municipio homónimo. La ciudad de Colima cuenta con una población de 146 965 habitantes de acuerdo con datos del censo llevado a cabo por el INEGI en el año 2020.
La ciudad de Colima y su municipio homónimo, en conjunto con los municipios de Comala, Coquimatlán, Cuauhtémoc y Villa de Álvarez, conforman la zona metropolitana de Colima-Villa de Álvarez, cuya población en 2020 era de 380 575 habitantes,48.8% hombres y 51.2% mujeres.
Por su gran cultura que cuenta con cinco siglos visibles de folclore, costumbres, gastronomía y tradiciones, fue nombrada Capital Americana de la Cultura en 2014. También es la segunda ciudad más antigua de México (y de la plataforma continental americana), siendo fundada el 20 de enero de 1523 por Gonzalo de Sandoval.
Se posicionó como la ciudad más violenta del mundo, con 184.94 homicidios por cada 100 000 habitantes en 2022 y con 140.32 homicidios por cada 100 mil habitantes para 2023.

## Toponimia
Para mayor información del escudo de Colima, ver el artículo: Escudo de Colima
Colima, lugar donde domina el dios viejo o el dios de fuego y que hace referencia al volcán de fuego (ubicado en los límites de Jalisco y Colima, se le conoce como Volcán de Colima por la vista inigualable que brinda a Colima y por el aprecio que los pobladores del estado le tienen). El nombre proviene de la palabra náhuatl con la que se denominaba al antiguo reino de “Colliman”: “Colli” que significa cerro, volcán o abuelo y “Maitl” significa mano o dominio. A pesar de ser una pequeña entidad, Colima encierra en sus límites un sinfín de atractivos que contribuyen a acrecentar la fama de México, entre los que podemos mencionar la catedral, de estilo neoclásico; el Palacio de Gobierno, con los magníficos murales del pintor colimense Jorge Chávez Carrillo, que ilustran temas históricos relativos a la Conquista, la Colonización y la Guerra de Independencia.

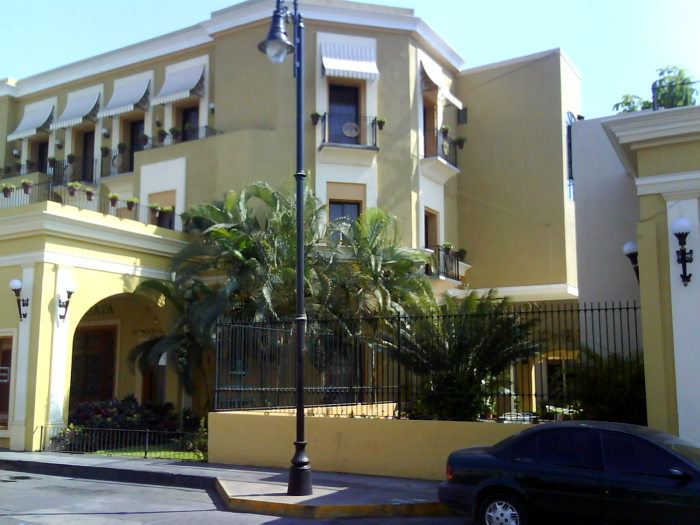
Hotel de Negocios.

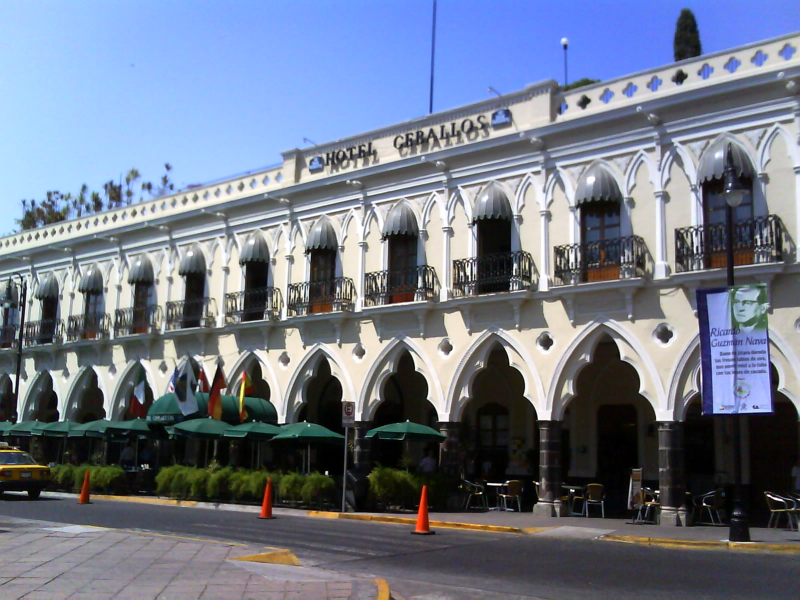
Hotel Ceballos.

## Historia
Ubicados en la etapa de la colonia, los pueblos indígenas son organizados en la villa de Colima, nombrada así por Hernán Cortés en el año de 1523. En ese mismo año los españoles abandonan esa villa y se trasladan más al norte, a la villa de San Sebastián de Colima, hoy conocida como Colima (la capital del estado fundada en 1527), pues ante las inclemencias del calor de Villa de Colima, consideran que Villa de San Sebastián de Colima goza de una mejor ubicación, así como de mejores condiciones climáticas y ambientales, lo que la hace un espacio más generoso para vivir y progresar. Los antecedentes precolombinos del municipio de Colima, según la información ofrecida por el gobierno del estado, son variados y se tienen registros de que este territorio lo habitaron antiguos pueblos indígenas desde —por lo menos— unos 2000 años a. C. y que pueden ser organizados de la siguiente manera:
Complejo CapachaAsentamiento de un grupo sedentario dedicado a la agricultura y a la producción de cerámica, cuya vida se realizó entre los años 2000 y 1000 a. C.; localizado a seis kilómetros al norte de donde hoy se halla la cabecera municipal, Colima.
Complejo Los OrticesAl que los arqueólogos le asignan un período de entre los años 300 a. C. y 300 d. C.; ubicado hacia el sureste de la ciudad capital, en las inmediaciones de donde hoy está el pueblo de Los Ortices. Este asentamiento indígena era más evolucionado que el de La Capacha, ya que no solo elaboraba una cerámica más fina, sino que practicaba la escultura en piedra y les rendía culto a sus muertos sepultándolos en “tumbas de tiro”, muy características de la región.
Complejo Armería y ColimaUbicado en el curso de los 600 y 1100 años d. C., en una zona que hoy forma parte del oriente de la ciudad, en lo que hoy es el barrio de El Moralete. Este grupo indígena desarrolló artesanía con características un tanto más primitivas que el anterior. Elaboraron una menor variedad de cerámica y construyeron algunas tumbas de tiro de manufactura más tosca.
Complejo El ChanalComprende el desarrollo del grupo indígena más representativo de la región, que se asentó en la comunidad de El Chanal, del cual toma el nombre. En este lugar, a mediados del siglo XX, se descubrió el cuerpo de una pirámide escalonada; al inicio de la década de los noventa, se descubrieron plazas, explanadas, templos y hasta un juego de pelota: evidencias arquitectónicas de un pueblo que había alcanzado un alto grado de evolución. Hacia el tiempo en que llegaron los españoles a Colima, este complejo ya había desaparecido y solo quedaban en el área algunos pueblos indígenas dedicados básicamente a la recolección, la caza y la agricultura –al parecer– sometidos a otra población indígena más poderosa, enclavada en la llanura costera de Tecomán (hoy Tecomán).

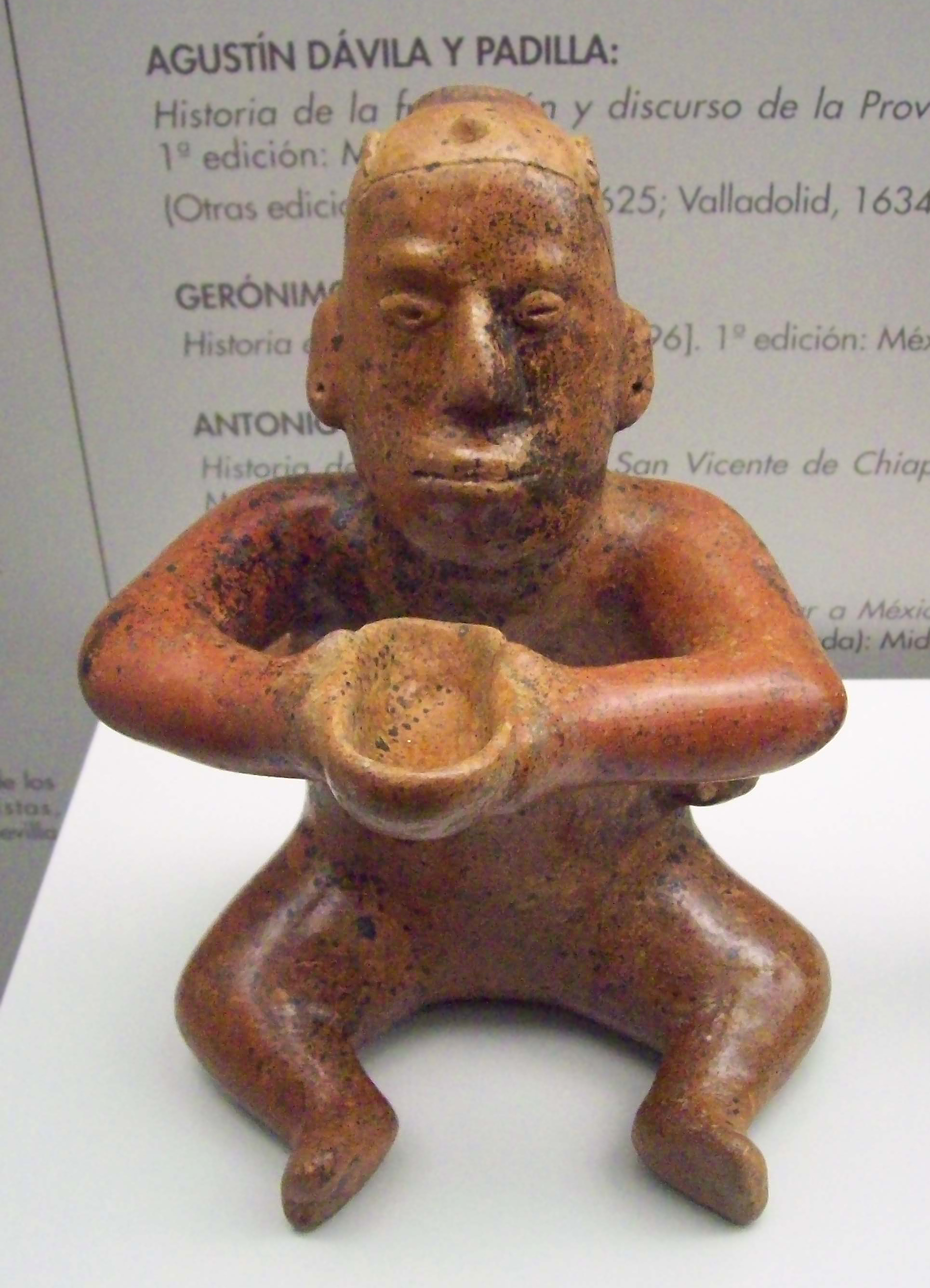
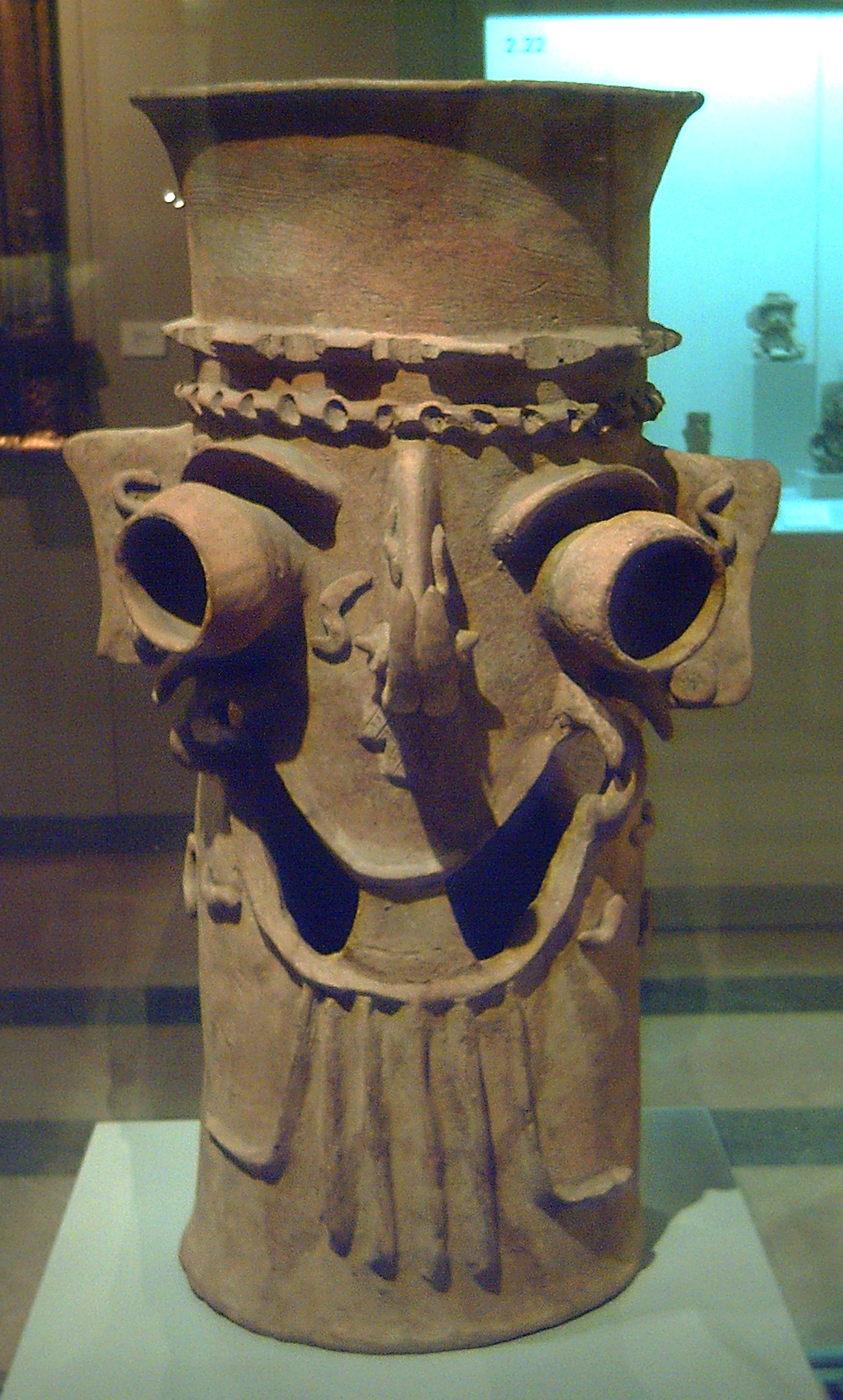
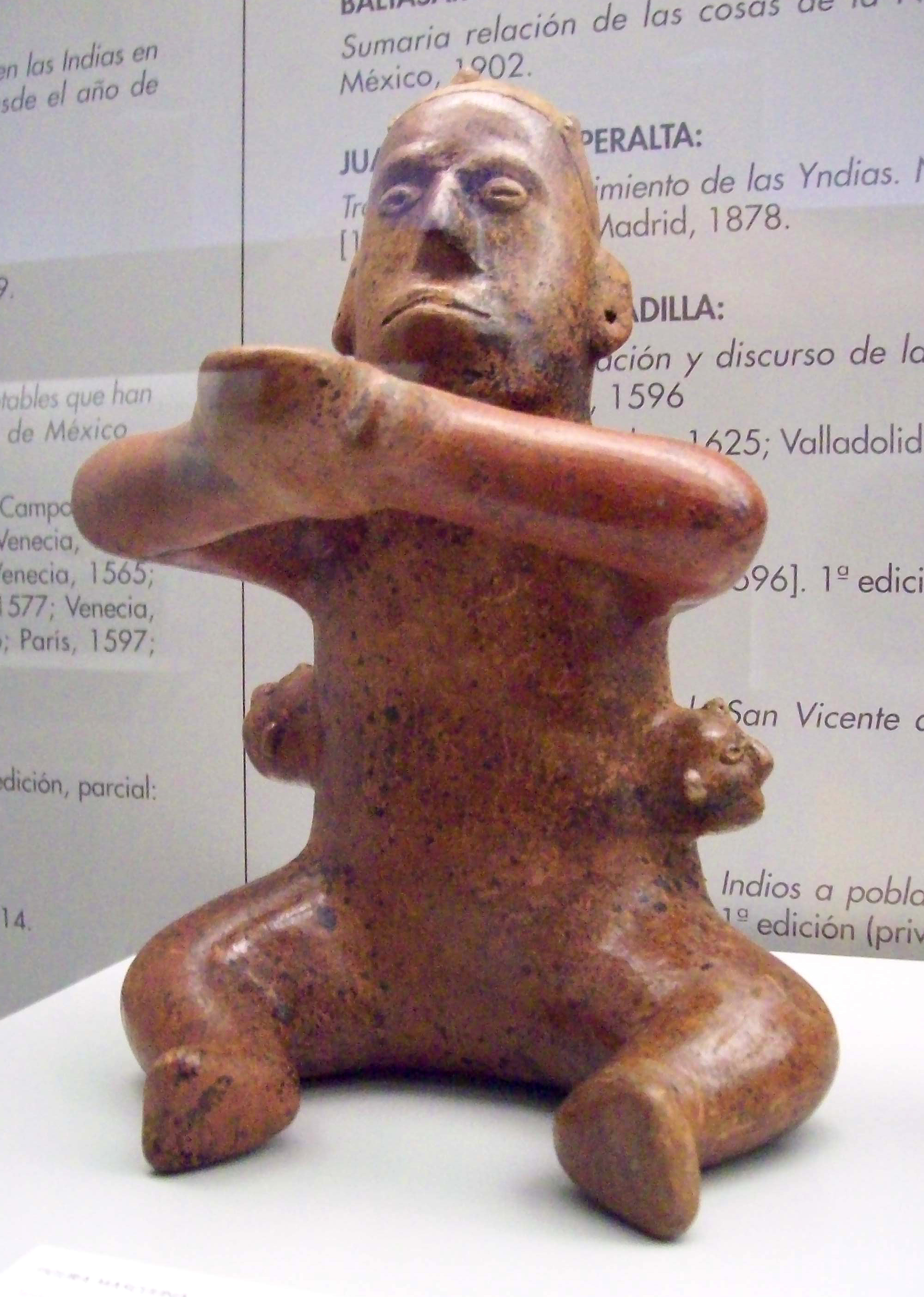

## Cronología histórica
Para mayor información sobre la historia del Volcán de Colima, ver el artículo: Historia de Colima

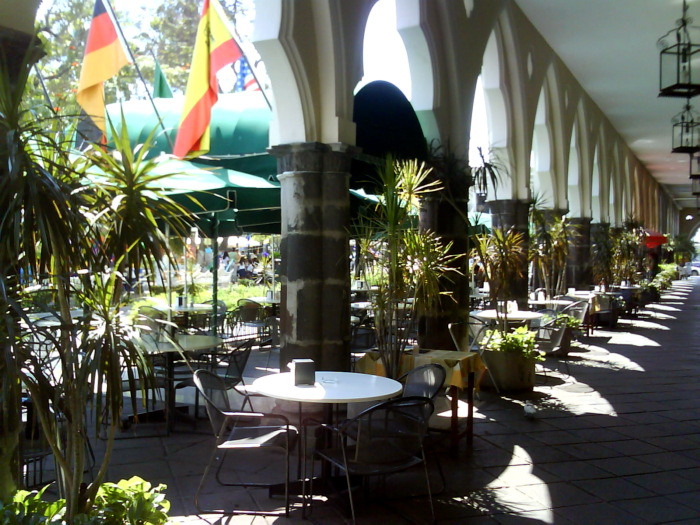
Pasillo Central de Colima.

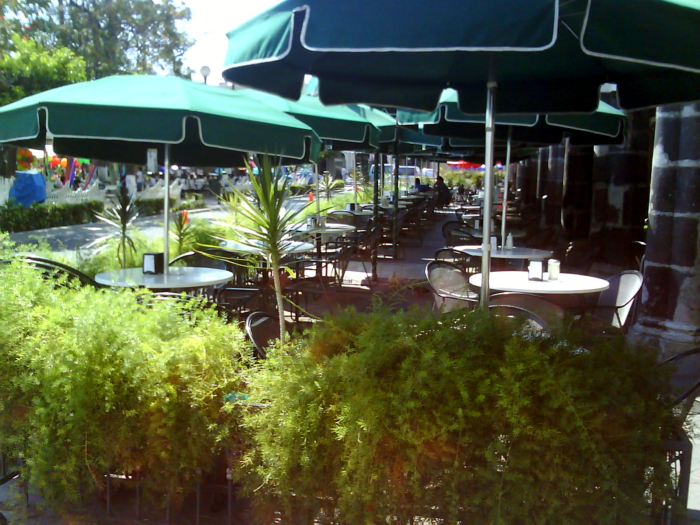
Las Sombrillas del Hotel Ceballos, Colima.

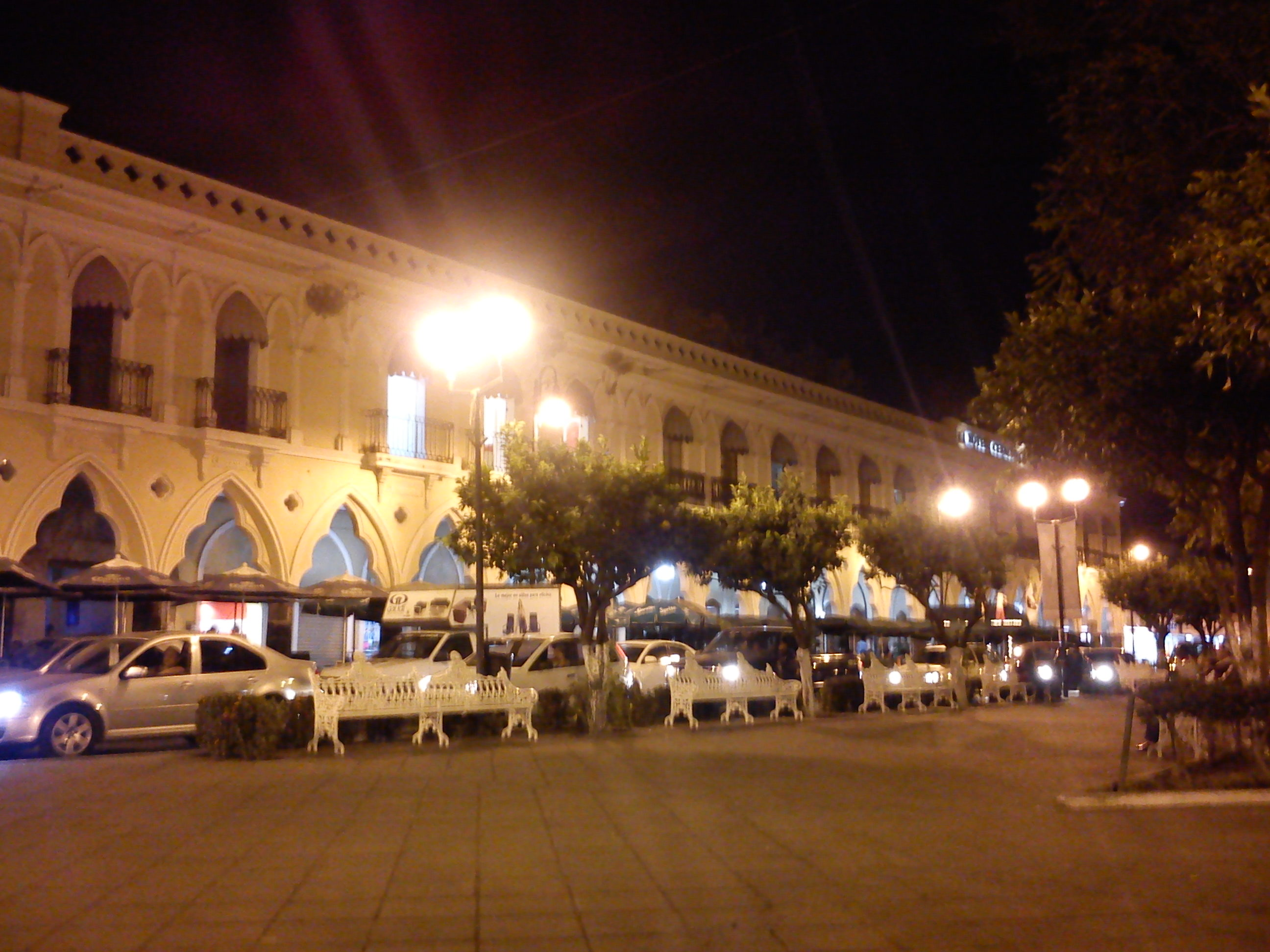
Portal Medellín, Colima.

La Villa de Colima fue una de las primeras poblaciones fundada por los conquistadores en el territorio de la Nueva España. El episodio de la conquista y las posteriores epidemias de viruela y sarampión que se presentaron en toda la zona meridional de la Nueva España provocaron en Colima la desaparición de miles de pobladores indígenas. Testigo de tan dolorosas circunstancias fue Lorenzo Lebrón de Quiñones, quien durante cuatro largos años (1551-1554) recorrió como Visitador Real los 200 pueblos que por entonces constituían la vasta provincia de Colima. Durante los prolongados años del Virreinato, la Villa de Colima fue Alcaldía Mayor, cabecera de la provincia del mismo nombre, cuya jurisdicción abarcaba no solo lo que es hoy el territorio estatal, sino grandes extensiones del sur de Jalisco y, prácticamente, toda la costa de Michoacán. Su importancia, sin embargo, comenzó a decaer desde que fue fundada Guadalajara y descubiertas las minas de Guanajuato y Zacatecas. En lo eclesiástico, la Villa de Colima perteneció la mayor parte del tiempo al Obispado de Michoacán, como la más remota de sus parroquias; por cierto, una de éstas fue la que don Miguel Hidalgo y Costilla se hizo cargo, del 10 de marzo al 26 de noviembre de 1792; período que le sirvió cuando, al iniciar el movimiento de la Independencia, encontró en Colima el apoyo de numerosos simpatizantes que se sumaron a su causa. Los primeros en reaccionar favorablemente fueron los indios vinculados al convento de San Francisco de Almoloyan, quienes apenas en octubre de 1810 tramaron una insurrección que les fue frustrada por las autoridades españolas, que habían sido prevenidas de ello.
- No obstante, a menos de dos meses de iniciado el movimiento en el pueblo de Dolores, el 8 de noviembre de 1810, al mando de José Antonio Torres (hijo) y Rafael Arteaga, hizo su entrada a Colima el primer grupo insurgente del que se tenga noticia; grupo que, tras deponer al subdelegado Juan Linares, máxima autoridad de la época, incautó y saqueó las propiedades de los españoles, llevándose a Guadalajara 20 españoles importantes en calidad de prisioneros, de los cuales solo 9 fueron salvados de la muerte, por la intervención de don Francisco Ramírez de Oliva ante el padre Hidalgo.
- Otro de los cabecillas más importantes del movimiento independentista fue el padre-bachiller José Antonio Díaz, quien, siendo ayudante del párroco de San Francisco de Almoloyan, desde un principio se mostró “intransigente en defender a los indios y a la causa de la Independencia por el cura Hidalgo; dejó sotana, empuñó las armas y arrastró consigo a multitud de indios de Almoloyan, Comala, Suchitlán y Juluapan”.

## Demografía
La ciudad de Colima cuenta con población de 146 965 habitantes según datos del Censo de Población y Vivienda 2020 del Instituto Nacional de Estadística y Geografía por lo que ha sido relevada al 3.er lugar en el estado en cuanto a población cediendo ante los incrementos demográficos muy elevados de su vecina Ciudad de Villa de Álvarez y el puerto de Manzanillo que es actualmente la ciudad más poblada del estado. 
| Gráfica de evolución demográfica de Colima entre 1910 y 2020                                      |
|                                                                                                   |
| Población de los censos del Instituto Nacional de Estadística y Geografía (INEGI) de 1910 a 2020. |

## Clima
La mayor parte del municipio de Colima posee un clima tropical subhúmedo con lluvias en verano; la temperatura media anual es de 24 a 26 °C y la lluvia anual de 800 a 1000 mm.[cita requerida]
| Parámetros climáticos promedio de Colima (1951–2010)               | Parámetros climáticos promedio de Colima (1951–2010) | Parámetros climáticos promedio de Colima (1951–2010) | Parámetros climáticos promedio de Colima (1951–2010) | Parámetros climáticos promedio de Colima (1951–2010) | Parámetros climáticos promedio de Colima (1951–2010) | Parámetros climáticos promedio de Colima (1951–2010) | Parámetros climáticos promedio de Colima (1951–2010) | Parámetros climáticos promedio de Colima (1951–2010) | Parámetros climáticos promedio de Colima (1951–2010) | Parámetros climáticos promedio de Colima (1951–2010) | Parámetros climáticos promedio de Colima (1951–2010) | Parámetros climáticos promedio de Colima (1951–2010) | Parámetros climáticos promedio de Colima (1951–2010) |
| Mes                                                                | Ene.                                                 | Feb.                                                 | Mar.                                                 | Abr.                                                 | May.                                                 | Jun.                                                 | Jul.                                                 | Ago.                                                 | Sep.                                                 | Oct.                                                 | Nov.                                                 | Dic.                                                 | Anual                                                |
| ------------------------------------------------------------------ | ---------------------------------------------------- | ---------------------------------------------------- | ---------------------------------------------------- | ---------------------------------------------------- | ---------------------------------------------------- | ---------------------------------------------------- | ---------------------------------------------------- | ---------------------------------------------------- | ---------------------------------------------------- | ---------------------------------------------------- | ---------------------------------------------------- | ---------------------------------------------------- | ---------------------------------------------------- |
| Temp. máx. abs. (°C)                                               | 38.2                                                 | 39.2                                                 | 39.8                                                 | 42.5                                                 | 42.0                                                 | 41.0                                                 | 40.4                                                 | 39.0                                                 | 39.5                                                 | 41.0                                                 | 38.9                                                 | 40.5                                                 | 42.5                                                 |
| Temp. máx. media (°C)                                              | 31.3                                                 | 31.9                                                 | 32.9                                                 | 34.0                                                 | 34.4                                                 | 33.6                                                 | 32.4                                                 | 32.4                                                 | 31.5                                                 | 32.1                                                 | 32.4                                                 | 31.6                                                 | 32.5                                                 |
| Temp. media (°C)                                                   | 23.4                                                 | 23.6                                                 | 24.3                                                 | 25.5                                                 | 26.8                                                 | 27.5                                                 | 26.8                                                 | 26.6                                                 | 26.2                                                 | 26.1                                                 | 25.2                                                 | 23.9                                                 | 25.5                                                 |
| Temp. mín. media (°C)                                              | 15.5                                                 | 15.4                                                 | 15.7                                                 | 17.1                                                 | 19.3                                                 | 21.4                                                 | 21.1                                                 | 20.9                                                 | 20.9                                                 | 20.1                                                 | 18.1                                                 | 16.2                                                 | 18.5                                                 |
| Temp. mín. abs. (°C)                                               | 7.5                                                  | 8.0                                                  | 3.0                                                  | 7.0                                                  | 10.0                                                 | 14.0                                                 | 17.0                                                 | 15.0                                                 | 13.0                                                 | 13.0                                                 | 11.0                                                 | 9.0                                                  | 3.0                                                  |
| Lluvias (mm)                                                       | 24.2                                                 | 6.2                                                  | 4.3                                                  | 2.1                                                  | 10.9                                                 | 128.3                                                | 205.6                                                | 191.9                                                | 191.0                                                | 92.0                                                 | 17.6                                                 | 11.3                                                 | 885.4                                                |
| Días de lluvias (≥ 0.1 mm)                                         | 1.4                                                  | 0.6                                                  | 0.3                                                  | 0.2                                                  | 1.1                                                  | 11.2                                                 | 18.1                                                 | 17.6                                                 | 16.7                                                 | 7.1                                                  | 1.5                                                  | 1.1                                                  | 76.9                                                 |
| Horas de sol                                                       | 233                                                  | 240                                                  | 268                                                  | 252                                                  | 263                                                  | 185                                                  | 165                                                  | 184                                                  | 161                                                  | 207                                                  | 229                                                  | 213                                                  | 2600                                                 |
| Humedad relativa (%)                                               | 56                                                   | 53                                                   | 51                                                   | 50                                                   | 51                                                   | 59                                                   | 66                                                   | 64                                                   | 69                                                   | 65                                                   | 57                                                   | 52                                                   | 58                                                   |
| Fuente n.º 1: Servicio Meteorológico Nacional (humidity 1981–2000) |                                                      |                                                      |                                                      |                                                      |                                                      |                                                      |                                                      |                                                      |                                                      |                                                      |                                                      |                                                      |                                                      |
| Fuente n.º 2: Deutscher Wetterdienst (sun, 1961–1990)              |                                                      |                                                      |                                                      |                                                      |                                                      |                                                      |                                                      |                                                      |                                                      |                                                      |                                                      |                                                      |                                                      |

## Gastronomía

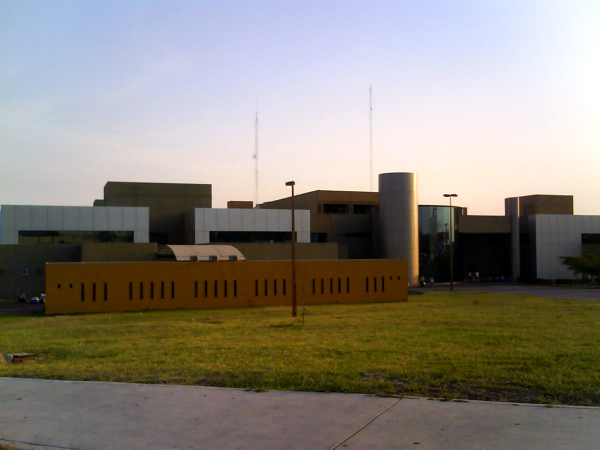
Hospital Universitario.

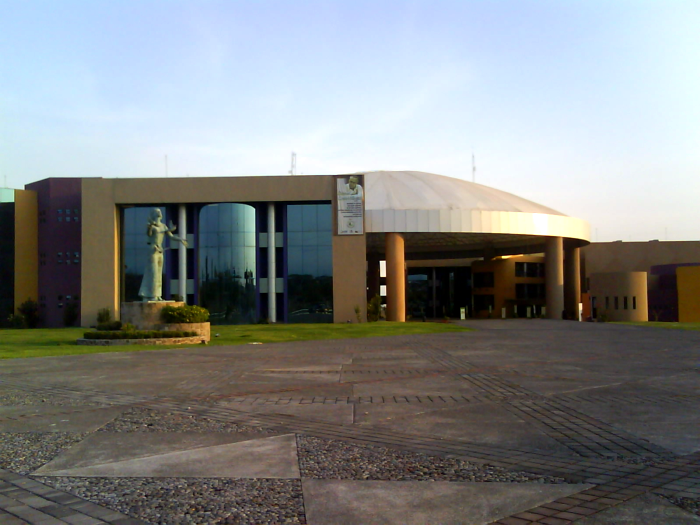
Complejo Administrativo.

Entre los platillos colimenses más gustados y representativos del estado están los sopitos -pequeñas tostadas cubiertas con picadillo y bañadas en "jugo"-; los sopes gordos, de pata, lomo o pollo; y las tostadas de las mismas carnes y preparadas sobre tortillas raspadas y doradas. El pozole de cerdo es la merienda tradicional, con la característica de ser seco. Otros guisos típicos son el tatemado -carne de cerdo macerada en vinagre de coco y guisada en chile colorado-, la pepena -vísceras guisadas-; y la coachala -maíz martajado y cocido con pollo deshebrado-. Las variedades locales del tamal son pata de mula -de frijol, envueltos en totomoxtle-; los de carne y los de elote tierno. Comala se distingue por la producción de productos lácteos, como quesillo ranchero, panela y crema; también, junto con Villa de Álvarez, por su pan dulce, del que destacan los bonetes o picón de huevo.
- Durante la temporada de lluvias es posible disfrutar los chacales, o langostinos de río, preparados en caldo. Igualmente en ese tiempo, en la costa, los moyos -variedad del cangrejo moro-, guisado a la diabla. Existen criaderos de langostinos que aseguran el abasto permanente de esta delicia culinaria, disfrutable en caldos, a la mantequilla, al ajo o simplemente cocidos. Diferente a la forma que tiene de preparase en los estados vecinos, el cebiche de Colima se hace desmenuzando finamente el pescado y mezclándole zanahoria, además de los ingredientes comunes a este platillo. El pescado a la talla es una especialidad muy apreciada; este se prepara con un pescado entero, abierto y cubierto con verdura picada, luego envuelto en hoja de plátano y asado a las brasas.
- Tres son las bebidas refrescantes típicas de Colima: tejuino, tuba y bate. El tejuino se prepara con un atole de maíz martajado y panocha y se sirve con abundante hielo, sal y limón. La tuba, de origen filipino, es la savia del cocotero, que se extrae cortando el cogollo de lo que formaría el racimo de cocos. Esta puede tornarse natural, almendrada o compuesta con fruta picada y cacahuates. El bate se hace con chan -una semilla de la familia de la chía-, y se sirve con miel de panocha. La única bebida alcohólica fabricada actualmente en Colima es el ponche de Comala, que lo hay de granada -el más tradicional-, ciruela pasa, cacahuate, guayabilla y tamarindo. En su preparación se utiliza mezcal producido en la región del volcán, localmente llamado tuxca. Con el coco se produce una gran variedad de dulces típicos, como el alfajor y distintos tipos de cocadas. También se fabrican dulces de tamarindo, alfajores de piña, rollos de guayaba, borrachitos de leche con canela y plátanos deshidratados.

Los platillos típicos son preparados principalmente a base de maíz, frutas, carne de cerdo, pescados y mariscos. Tamales de maíz, sopitos cubiertos de picadillo, de pata, de lomo o de pollo; langostinos de río preparados en caldo moyos o cangrejo moro guisado a la diabla, pozole de cerdo y el tatemado de carne de cerdo deleitan son algunos platillos típicos. Además, se distingue por su originalidad el cebiche colimeño y el pescado a la talla. Los postres típicos son el alfajor de piña, cocada, rollos de guayaba, plátanos deshidratados y dulces de tamarindo. En Colima es muy popular la tuba, así como los vendedores llamados "tuberos". Profesión transmitida de generación en generación, el tubero obtiene la espiga de flores de la palma de coco para preparar la tuba, que junto con el tejuino y el bate forman parte de la tradición colimeña de bebidas naturales.

## Cultura

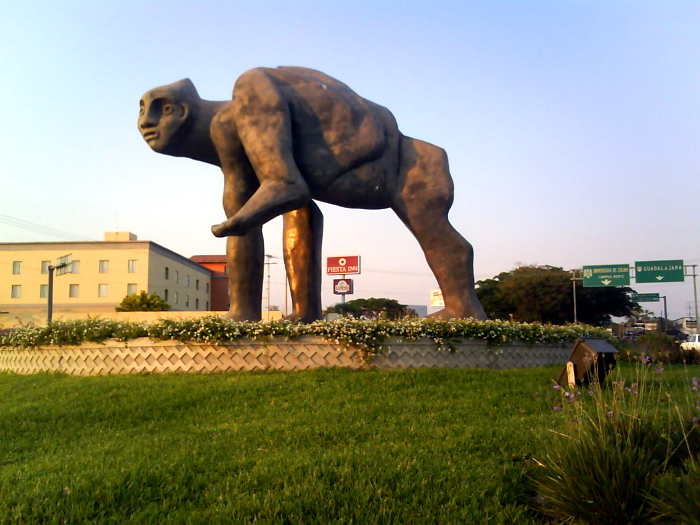
Monumento Figura Obscena.

El “mariachi de arpa”, que sustituye a la tradicional trompeta por un arpa), es la expresión musical típica de los colimeños. Al compás de los sones y jarabes más tradicionales festejan alguna de las muchas fiestas patronales católicas de cada comunidad. Las canciones más representativas del estado son El Camino Real de Colima, Las Comaltecas, El Perico Loro, El Palmero, El Pasacalles, La Iguana de Tecomán, El Pedregal, El Pitayero, Colima Linda y Los Morismas. Los tejidos de otate, de carrizo y del zopilotote construyen hermosas artesanías de gran valor artístico. Los artesanos de Suchitlán producen todo tipo de canastas y cestos que han dado a la región fama internacional.
El estado es parte de lo relacionado con México respecto a los rancheros, mariachis y grandes zonas rurales, junto a Jalisco, Nayarit y Zacatecas.
La Petatera de Villa de Álvarez es reconocida mundialmente por su manufactura a base de petates, y es usada como plaza de toros durante las fiestas charrotaurinas.
Hay varios museos en la ciudad como el Museo Interactivo Xoloitzcuintle, el Museo Regional de Historia, la Pinacoteca Universitaria, Museo Griselda Álvarez, Museo y Galería Alejandro Rangel Hidalgo, Museo de Arte Contemporáneo, Museo de Paleontología y el Museo Regional de la Cristiada.
Del IUBA han salido notables artistas en Artes plásticas, Danza (como el Ballet Folklórico de la Universidad), así como escritores.
Se eligió como Capital Americana de la Cultura 2014.
| Predecesor: Barranquilla | Capital Americana de la Cultura 2014 | Sucesor: Mayagüez |

## Deporte
El deporte más practicado es el atletismo, aunque también se practican de forma notable el balonmano, baloncesto, voleibol, natación. Hay 3 estadios de aforo menor en la ciudad, el Estadio Colima, ubicado al sur de la ciudad, en la colonia La Albarrada, el Estadio Olímpico Universitario de Colima y el Estadio San Jorge, ubicado en la colonia Placetas Estadio.
Hasta el invierno de 2019, en la ciudad jugó como local el equipo de fútbol Loros de la Universidad de Colima que tuvo como sede el Estadio Olímpico Universitario de Colima, ubicado al oriente de la capital. Desde su desaparición, debido al fallecimiento de su propietario y a la negativa de sus familiares a seguir invirtiendo en el club, se gestó un proyecto para que la ciudad no se quedara sin equipo profesional, y de la mano de Sergio Bueno surgió el Colima Fútbol Club, que debuta durante el torneo de la Segunda División de México 2020-21.
Durante marzo de 2019 se realizó parte de la Olimpiada Nacional en la ciudad, específicamente las disciplinas de Rugby 7, balonmano, judo y voleibol, para ello se hicieron adecuaciones y construcción para recibir el evento.
Actualmente se está buscando establecer una cultura ciclista en la ciudad. Se han hecho estudios en los últimos tres años para saber cuáles son las vías con mejor potencial para colocar ahí ciclovías para favorecer el uso de la bicicleta entre la población.
En el Auditorio de la Unidad Deportiva Morelos se han hecho presentaciones de la AAA.

## Vías de comunicación

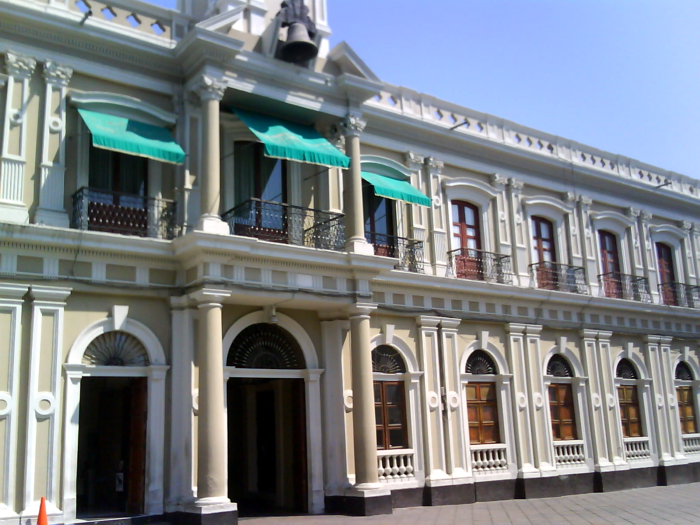
Palacio de Gobierno.

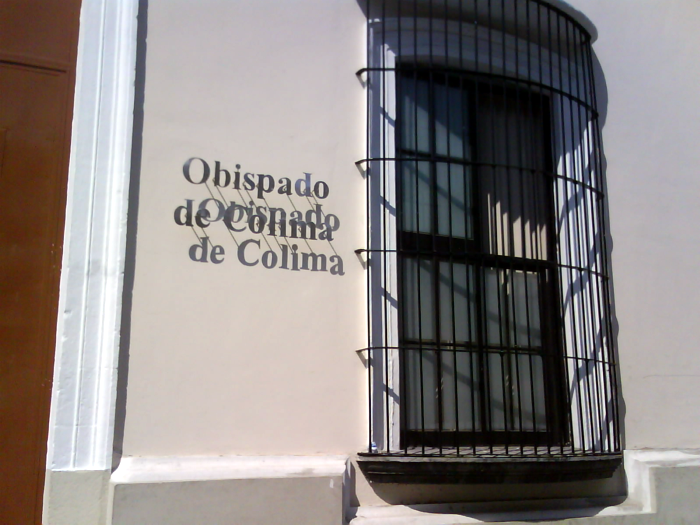
Obispado de Colima.

En cuanto a las vías de comunicación, existen carreteras pavimentadas del municipio de Colima hacia los otros municipios del estado; una autopista cuatro carriles Manzanillo-Colima-Guadalajara que a su vez comunica a los municipios de Tecomán Armería y Cuauhtémoc; carretera número 110 Colima-Jiquilpan-Michoacán, Camino cuatro carriles a Comala, así como caminos de terracería a todas las localidades del municipio. Sin olvidar el Aeropuerto Internacional Playa de Oro en Manzanillo (a una hora y media de la Ciudad de Colima) y el aeropuerto Nacional Miguel de la Madrid en Buena Vista Cuauhtémoc a solo 22 km de la Ciudad de Colima. 
Además de los ya mencionados servicios de rutas, radiotaxis, camionetas y taxis, los cuales circulan al interior del municipio y que transportan a los habitantes del municipio alrededor de las colonias que lo integran. 
Además del ferrocarril Guadalajara-Colima-Manzanillo, existen dos centrales de autobuses (camioneras): la de autobuses foráneos “Miguel de la Madrid Hurtado” (hacia otros estados del país, con líneas de autobuses de lujo, primera y segunda) y una suburbana “El Manchón” –conocida como “de los rojos”– (para localidades del interior del estado, con servicios de transporte para poblaciones de otros municipios).
Además de estos servicios de comunicación para pasajeros, se cuenta con varias líneas de transporte urbano, que conectan la población con todas las colonias del municipio, en conexión con la zona conurbanada de Villa de Álvarez; el servicio de estos camiones y microbuses de servicio colectivo se ofrece desde las 6:00 hasta

## Atractivos naturales y culturales

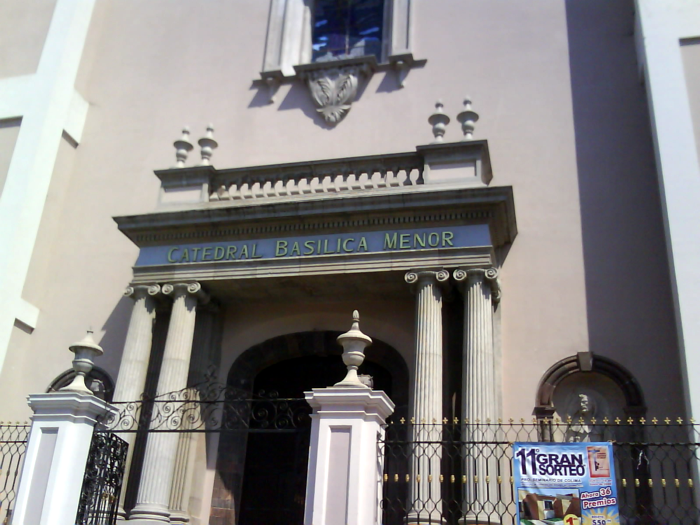
Catedral de Colima.

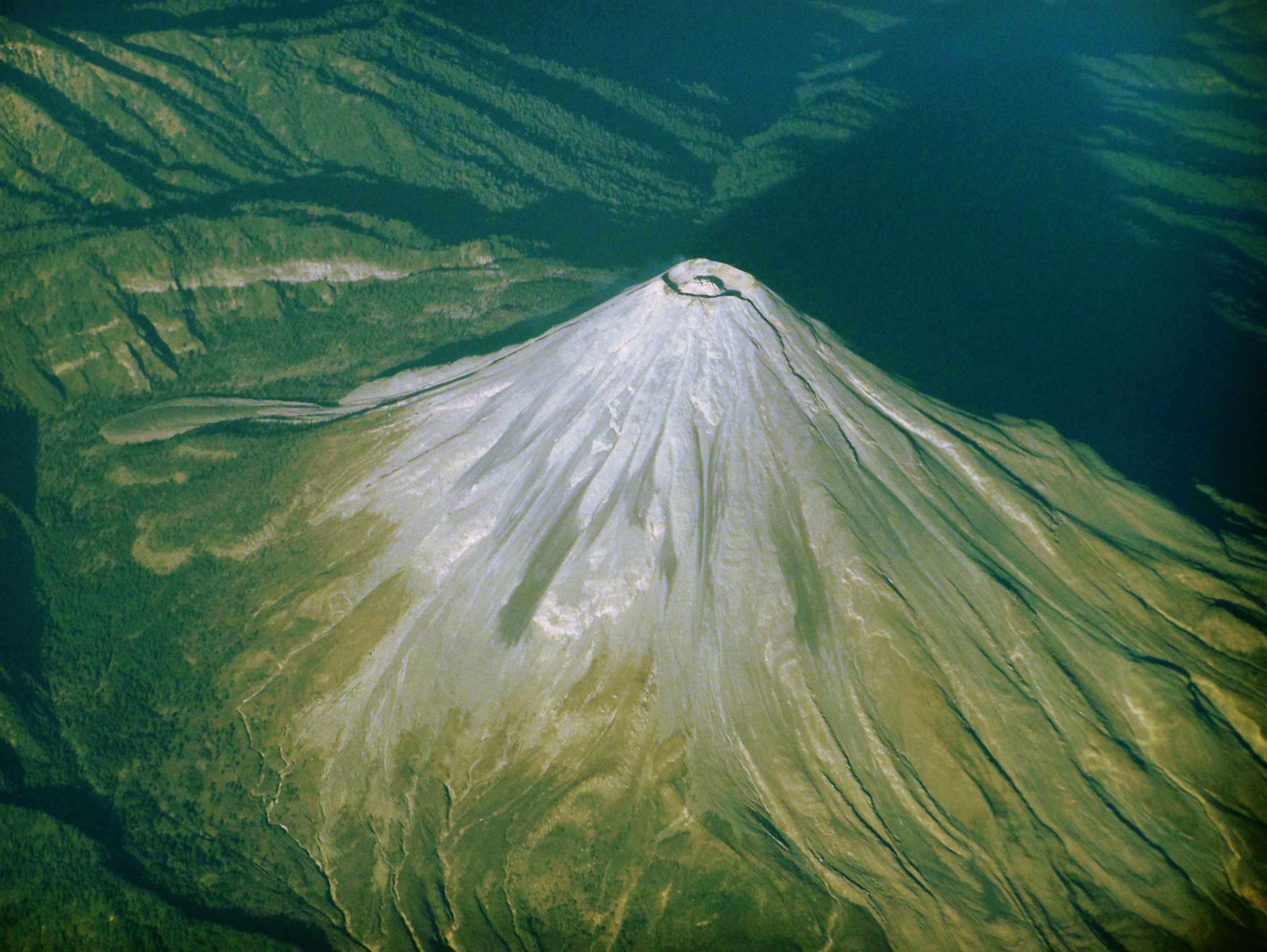
Volcán de Colima.

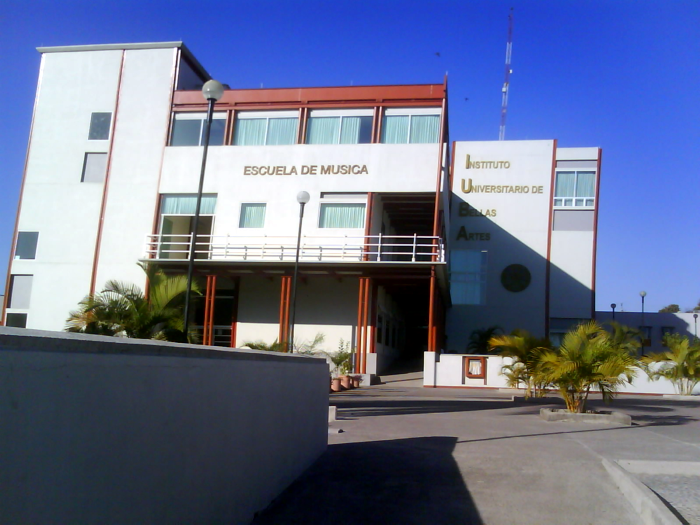
Escuela de Música.

### Palacio de Gobierno
Fue construido en el siglo XIX por el gran maestro de obras Don Lucio Uribe, bajo iniciativa del exgobernador General Doroteo López y para iniciar su construcción fue necesario demoler la antigua cárcel. Los temblores de 1932, 1941 y 2003 afectaron esta zona en gran parte, por lo que fue necesario restaurarlo integralmente. La fachada del edificio es de estilo neoclásico con marcada tendencia francesa, la construcción consta de dos niveles separados por un entablamiento. El primer nivel presenta un acceso de medio punto y pórtico de columnas dóricas sobre basamentos cuadrangulares. El segundo nivel, presenta al centro un balcón principal con columnas corintias; el remate del balcón es en forma de frontón roto, con ventanas de arcos rebajados y barandales de herrería. El edificio presenta al centro un remate cuadrangular con un reloj traído de Alemania que data de 1841.
- En el interior del edificio, en el cubo de la escalera principal, se pueden admirar los murales realizados por el pintor colimense Jorge Chávez Carrillo en 1953, en honor a Don Miguel Hidalgo y Costilla, con motivo del bicentenario de su natalicio, en dichos murales se puede apreciar la representación de los personajes y acontecimientos más importantes en la historia de México.
- En el primer muro se observa al león de Castilla precipitándose sobre el águila Mexicana, ésta es la representación simbólica de la Conquista Española y está complementada con varias escenas de la época colonial. En el segundo muro aparece representado el primer hecho de armas del Movimiento Libertador: el asalto a la Alhóndiga de Granaditas, con las clásicas escenas de Allende dirigiendo a caballo el combate y el Pípila quemando el portón; en este muro aparecen además la Libertad con su gran antorcha y Carlos IV, inexpresivo frente a una mano que recupera la América esclavizada. En el tercer muro, Hidalgo sostiene las cadenas rotas de la esclavitud y señala el rumbo a la Patria; aparecen también representados los principales héroes del Movimiento Libertador; Morelos, Rayón, Galeana, Mina, Guerrero, Matamoros, Abasolo y Guadalupe Victoria. En el cuarto muro, la Patria nueva y vigorosa, domina con el puño la producción y señala el rumbo de la industrialización; aparecen representados igualmente los principales hombres que han forjado la Patria.

### Catedral de Colima
La Catedral de Colima ha sido designada el 12 de octubre de 1998 por el Papa Juan Pablo II, como Basílica Menor, ya que es la primera consagrada a la Virgen de Guadalupe en América Latina. Data de 1525, fue inicialmente de madera y palma, misma que fue convertida en Catedral hasta el año de 1530, fecha en que fue reconstruida totalmente por el alarife Don Lucio Uribe. La fachada es una sola nave con torres a los lados, presenta un acceso con arco jónico construido por pares de columnas estriadas, capitel adornado con volutas y un entablamento con dentículos y sobre la cornisa una balaustrada flanqueada por dos remates en forma de jarrón. Sobre el acceso hay una ventana coral de arco rebajado con flores que descansa sobre pilastras con relieves. Las torres son de un cuerpo y el campanario presenta arcos de medio punto flanqueados por partes de pilastras de fuste estriado. En la parte superior, separado por el establecimiento, hay un pequeño tambor de gajos rematado por una cruz de cantera. En el interior del templo, predomina la decoración de estilo neoclásico, sobresaliendo las tallas de madera de cedro ejecutadas por los ebanistas Manuel Cedeño y Andrés González; el púlpito es obra del renombrado tallista Don Othón Bustos; sobresale también la antigua escultura de San Felipe de Jesús, Patrono de la ciudad desde 1668. En su exterior presenta un atrio de pilastras cuadradas con remates de jarrón unidos con herrería colonial, predominando sus torres gemelas y su gran cúpula, actualmente son las más altas construcciones en toda la ciudad.

### Universidad de Colima
Para mayor información de la Universidad de Colima, ver el artículo: Universidad de Colima
En la Universidad de Colima, las Facultades de Derecho y Contabilidad, fueron las primeras de la etapa inicial de su autonomía y con ellas además, se inicia el despliegue universitario, dándole con ello a los estudiantes del Estado la oportunidad de realizarse como profesionales de las leyes, aunado a que la carrera de Derecho ofrece cada día mayores oportunidades de trabajo tanto dentro de la Procuración de Justicia como de la carrera judicial. Es importante resaltar también que la Escuela de Derecho no solamente es la más antigua sino que también hasta hoy es la más prestigiosa de todas. La Universidad de Colima nace como Universidad Popular de Colima el 16 de septiembre de 1940, con un proyecto inspirado en el espíritu revolucionario. El 25 de agosto de 1962 le es otorgada la autonomía y se separa del sistema educativo estatal, estableciendo carreras universitarias fuertes en las áreas administrativa y agropecuaria, e iniciando una ardua labor para la obtención de recursos suficientes para su crecimiento.

### Volcán de Colima
Para mayor información del Volcán de Colima, véase el artículo Volcán de Colima
El volcán Colima o volcán de Fuego se eleva a 3860 m s. n. m. Este volcán lo comparten los estados de Jalisco y Colima, en México. Los municipios afectados por la actividad del volcán son Comala y Cuauhtémoc, en Colima, y Tuxpan, Zapotitlán y Tonila, en Jalisco. El tipo de volcán es un estratovolcán; sus erupciones se han considerado explosivas. A lo largo de 500 años el volcán ha tenido más de 40 explosiones desde 1576, de las cuales destacan las de 1585, 1606, 1622, 1690, 1818, 1890, 1903, la más violenta la de 1913 y las más recientes de febrero de 1999 y la del 6 de junio de 2005 a las 11.00 (hora local), se produjo una columna eruptiva que alcanzó 4 km sobre el volcán, arrojando cenizas de roca y piroclásticos. Ambos eventos son los de mayor energía liberada después del evento del 13 de enero de 1913, que cerro el cuarto ciclo de actividad. El volcán es vecino del Nevado de Colima punto más alto del sector occidental de la Faja Volcánica Mexicana. Un antiguo macizo volcánico ubicado en el estado de Jalisco, en el occidente de la República Mexicana; en las inmediaciones entre los estados de Jalisco y Colima.

### Teatro Hidalgo

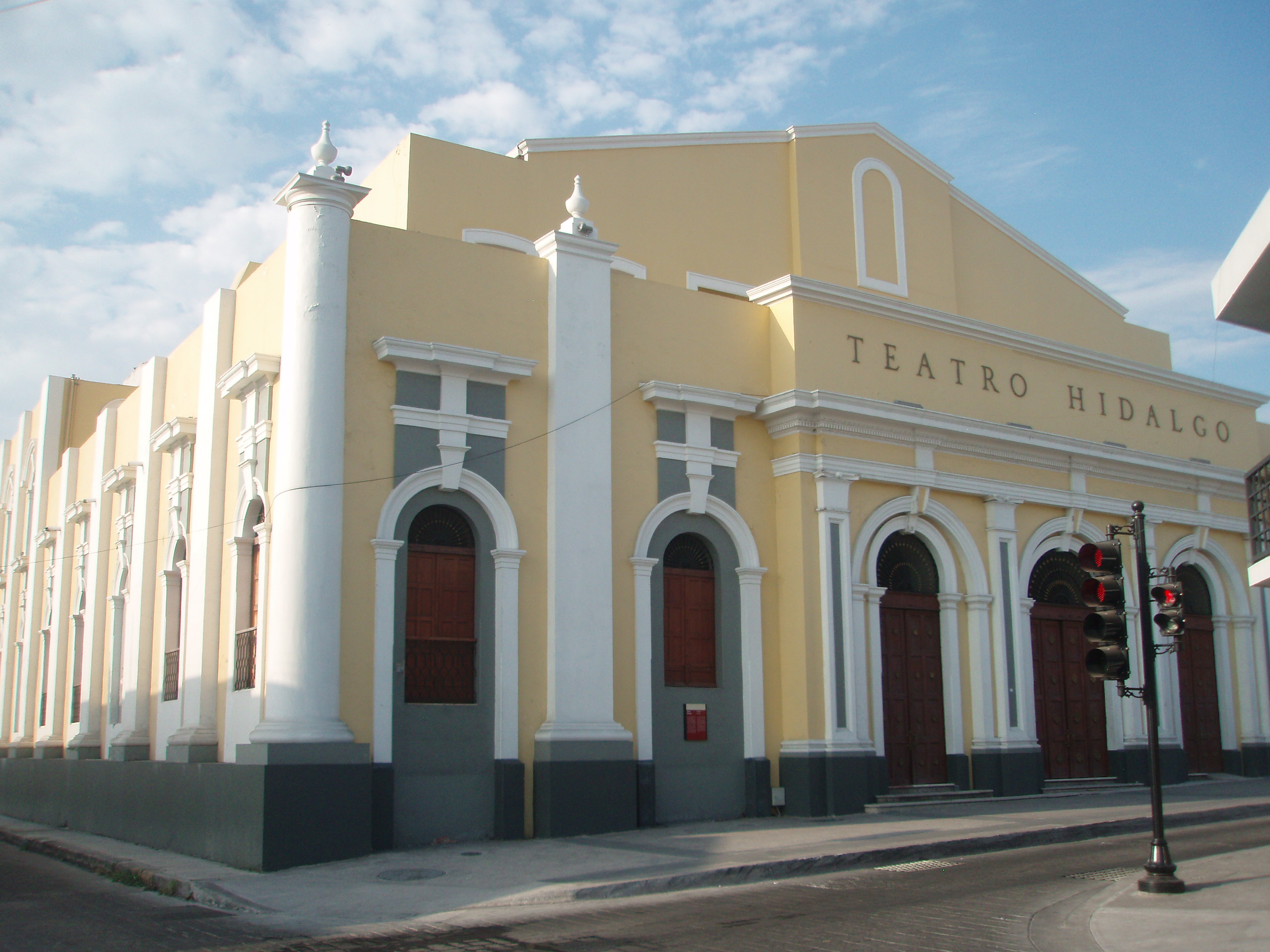
El Teatro Hidalgo, en enero del 2012.

En marzo de 1871, se inició la construcción del Teatro Hidalgo, por el alarife Don Lucio Uribe, en el predio donde estuvo la casa que habitó Don Miguel Hidalgo y Costilla en 1792. Este teatro propició el auge teatral en la ciudad durante 6 décadas y en él se presentaron las principales compañías teatrales del país. El edificio presenta una fachada sobria de un nivel con tres accesos de dobles arcos de medio punto sobre pilastras dóricas en el friso. La decoración del teatro la realizó el pintor Frank Renoult; el Teatro Hidalgo es un espacio de reducidas dimensiones que provocan un ambiente de agradable intimidad en el interior. Su partido arquitectónico se desarrolla sobre un rectángulo con un marcado eje de simetría, está dispuesto por un vestíbulo general que conduce al patio o luneta y por medio de dos escaleras laterales se comunica a la zona de palcos y al anfiteatro, estos espacios se ubican en los cuatro niveles en la clásica forma de herradura. Tiene una capacidad para 650 localidades.[cita requerida]

### Instituto Universitario de Bellas Artes
El Instituto Universitario de Bellas Artes (IUBA) surgió como tal el 19 de septiembre de 1981, cuando oficialmente fue inaugurado por la Gobernadora Constitucional del Estado, la licenciada Griselda Álvarez, siendo rector de la Universidad de Colima el licenciado Humberto Silva Ochoa. Las áreas artísticas con las que inició ya como instituto (IUBA) fueron las artes plásticas, la música, la danza a nivel técnico, así como los talleres infantiles. El objetivo principal a partir del cual el instituto inició sus actividades fue el de sistematizar a través de la enseñanza, investigación y difusión de los productos culturales, conforme a los valores universales, la filosofía del Pueblo Mexicano y las condiciones existentes en el ámbito laboral. Desde 1981 a la fecha, la estructura curricular del instituto ha venido cambiando y adecuándose obedeciendo a necesidades de orden económico y administrativo, soslayando en algunos casos el aspecto técnico-metodológico de los procesos curriculares. El Instituto Universitario de Bellas Artes, como parte de la Universidad de Colima, ha tenido un desarrollo notable en todos los aspectos, destacando lo académico, en la formación de cuadros profesionales a nivel técnico en el campo artístico. La universidad, a través de la participación de académicos y egresados de todas las instancias, escuelas y facultades, ha logrado trascender en los ámbitos culturales e internacionales en los diferentes sectores sociales y campos de la ciencia.[cita requerida]

### Atractivos turísticos
Zonas arqueológicasLa Campana, El Chanal, Antiguo Convento de San Francisco de Almoloyán.
GlorietasGlorieta Monumental "Glorieta del DIF", Glorieta del Rey Colimán, Glorieta Niños Héroes.
EstatuasAl Rey Colimán, al cura Hidalgo, grupo escultórico maestro Gregorio Torres Quintero; al maestro; a José María Morelos y Pavón; a José Pimentel Llerenas; a los reformadores: Melchor Ocampo, Guillermo Prieto, Santos Degollado, León Guzmán y Manuel Ruiz. Estatua a la Independencia, el Jardín del Recuerdo y la Estatua a la Madre.
BustosA Benito Juárez, a Francisco I. Madero, a Jorge Chávez Carrillo, a Jesús García Corona el "Héroe de Nacozari” y a Emiliano Zapata.
Bustos realzados en metal: Salón de actos de la Universidad de Colima, obelisco con la efigie de Benito Juárez.
Edificios antiguosPalacio de Gobierno, Los Portales, el edificio que ocupa la presidencia municipal así como la tesorería municipal, teatro Hidalgo, palacio federal, la casa donde se alojó el presidente Benito Juárez, la casa en que habitó el Padre Hidalgo.
TemplosLa Catedral, El Beaterio, La Merced, La Salud, Santuario Guadalupano, María Auxiliadora.
MuseosMuseo Regional de las Culturas de Occidente, Museo Universitario de Artes Populares María Teresa Pomar y Museo Regional de Historia de Colima.
DanzasEn festividades religiosas, se organizan y presentan grupos de danzantes bien dirigidos por maestros especializados.
TradicionesAlgunas gentes se visten con atavíos regionales durante las fiestas guadalupanas y los días 12 de cada mes, hay danzantes que bailan frente a Catedral. El Día de Muertos se llevan flores y coronas de papel a las sepulturas de familiares fallecidos; los martes de cada semana, hay romería en el Rancho de Villa para venerar al Señor de la Expiración.
LeyendasLa Piedra Lisa; según la cual aquellas personas que no sean colimenses y que se resbalen sobre ella se quedan definitivamente en Colima.
Música tradicionalFolclórica de mariachi que toca música regional como: Camino Real de Colima, "El Palmero", "Las Olas de Cuyutlán" y "La Negra", entre otros.
ArtesaníasReproducción de cerámica precolombina tallado en estopa de coco, tallado de madera, elaboración de equipales, máscaras de madera, hamacas de acapán, sombrero de 4 pedradas, huaraches de araña, deshidratación de flores, trabajos en metal repujado, trabajos decorativos con hoja de maíz.
Fiestas populares
- Las fiestas en honor a la Virgen de Guadalupe, se llevan a cabo en la catedral de Colima del 3 al 12 de diciembre de cada año.
- El primer martes después del día de reyes se celebra cada año, se celebran las fiestas de Rancho de Villa en honor del Señor de la Expiración.
- El día 2 de febrero se lleva a cabo una fiesta popular en honor a la Virgen de la Salud.
- El 5 de febrero de cada año, se celebran fiestas en honor a San Felipe de Jesús, quien es el Santo Patrono.
- Las fiestas en honor a San José, se llevan a cabo el día 19 de marzo de cada año.
- El día 24 de mayo de cada año se celebra a la Virgen de María Auxiliadora, con verbenas populares y fiestas.
- A Nuestra Señora del Refugio se le celebran fiestas en su honor, el día 4 de julio de cada año.
- El día 24 de septiembre se llevan a cabo las fiestas en honor a Nuestra Señora de la Merced.
- A San Miguel se le celebra el día 29 de septiembre de cada año en Tepames, Colima.
- El día 1 de noviembre de cada año se celebra la feria de Todos Santos, una festividad de origen religioso.

### Poblaciones adyacentes
Todas las localidades de este municipio, excepto la cabecera municipal, se dedican a la agricultura y la ganadería. En la cabecera municipal se realizan actividades vinculadas con el comercio y el turismo. Cabe mencionar en este grupo a las localidades: La Estancia, y Los Asmoles.
TepamesSe localiza a 21 kilómetros de la cabecera municipal y cuenta con 2,500 habitantes.
Lo de VillaSe encuentra a 5 kilómetros de la cabecera municipal, contando con 2,000 habitantes.
PiscilaEstá a 16 kilómetros de la cabecera municipal y cuenta con 1,300 habitantes.
El ChanalSe localiza a 10 kilómetros de la cabecera municipal y cuenta con 700 habitantes.
EstapillaEstá a 40 kilómetros de la cabecera municipal y cuenta con 580 habitantes.
Las Guásimas (Las Borregas)Localidad que se encuentra a 15 kilómetros de la cabecera municipal y cuenta con 516 habitantes.
Los OrticesSe localiza a 18 kilómetros de la cabecera municipal y cuenta con 380 habitantes.
TinajasSe localiza a 30 kilómetros de la cabecera municipal y cuenta con 400 habitantes.
Loma de JuárezSe encuentra a 8 kilómetros de la cabecera municipal y cuenta con 250 habitantes.
ChiapaSe encuentra al norte de la ciudad a 10 km y cuenta con 400 habitantes, lugar donde se encuentra la exhacienda remodelada y atractivo turístico, con gran historia, en la hacienda vivió, en su niñez, la exgobernadora Griselda Álvarez y Don Miguel Álvarez, y esta hacienda fue comprada por Don Manuel Álvarez también primer Gobernador de Colima por corto tiempo, posteriormente cambio de dueños, los Peralta, actualmente el dueño y encargado de la remodelación para atractivo turístico es Don Jorge Peralta. Chiapa es un lugar pacífico que cuenta con el mejor clima de la región.
El OcotilloPoblación vecina de a unos 10 km al norte de Colima.

## Urbanismo

### Traza urbana
La traza urbana dentro de la ciudad es mixta, varía dentro de los distintos barrios y colonias que hay, en el centro histórico (no confundir con la Zona Centro) se usó el Plan hipodámico delimitado por la calle Nigromante por el paso del río Colima por el oeste, la calle Nicolás Bravo al sur, Filomeno Medina al este y Aldama por el norte. las demás calles de la zona centro se fueron trazando dependiendo a donde se planeó que se dirigieran o simplemente calles sin sentido. En los fraccionamientos construidos desde el inicio de siglo se ha mantenido el trazo hipodámico.
La zona conurbada Colima-Villa de Álvarez tiene 5 salidas, con lo que es un trazado de estrella.
La ciudad cuenta con tres periféricos, cada uno construido en diferentes épocas, respecto al tamaño de la ciudad. El primero se forma por las avenidas San Fernando, De los Maestros, Pino Suárez, Javier Mina, 20 de noviembre y Pedro A. Galván. El segundo parte desde Felipe Sevilla del Río, Tecnológico y Benito Juárez (esta última en la conurbada Villa de Álvarez). El último es el llamado Tercer Anillo Periférico, Periférico Griselda Álvarez, Libramiento Manzanillo-Coquimatlan-Colima, Libramiento Guadalajara-Manzanillo.
Durante el Gobierno de Elías Zamora Verduzco (1985-1991) se ampliaron las banquetas de la calle Madero del centro histórico, para tener más presencia peatonal y 2 carriles de circulación y uno de estacionamiento. Más tarde, con Silverio Cavazos en el poder, se hizo esto mismo en otras calles del centro, como la Santos Degollado y Ocampo.
Como en otras ciudades del país, se está llevando a cabo el proyecto de "volver al centro", repoblándolo con edificios de departamentos y dándole vida nocturna con galerías de arte, bares, cafés, museos y restaurantes.

### Avenidas y calles importantes
La zona conurbada Colima-Villa de Álvarez tiene como relevantes e importantes para la circulación vial las siguientes:
- Av. Felipe Sevilla del Río
- Av. Venustiano Carranza
- Calzada Pedro A. Galván
- Ignacio Sandoval
- Constitución
- Bulevar Camino Real
- Niños Héroes de Chapultepec y Gonzalo de Sandoval conectan el oriente con la ciudad.
- Benito Juárez y Pablo Silva García en V.de A.
- Madero, Maclovio Herrera, Rey Coliman y Emilio Carranza conectan al centro.

### Glorietas
- Glorieta Monumental "Glorieta del DIF"
- Glorieta del Rey Colimán
- Glorieta Niños Héroes.

### Comercio
La ciudad de Colima cuenta con una amplia gama de centros comerciales de cadenas nacionales e internacionales que ofrecen servicios y satisfacen las necesidades de consumo. Algunos centros comerciales son:
- Plaza Colima
- Plaza San Fernando
- Zentralia Colima
- Plaza Country
- Plaza Sendera (Lifestyle Center)

### Parques y jardines
Entre Colima y Villa de Álvarez se hallan diversas áreas verdes. En esta zona están los más importantes de la Zona Metropolitana.

#### Parques
- Parque Hidalgo
- Parque Regional Metropolitano Griselda Álvarez
- Parque La Piedra Lisa
- EcoParque
- Parque La Campana[22] (en planeación)

#### Jardines
- Jardín Núñez
- Jardín Libertad
- Jardín Santa Bárbara
- Jardín Yukón
- Jardín di Villa Izcalli
- Jardín Juan Oseguera Velásquez
- Jardín Corregidora
- Jardín Amistad
- Jardín Gabriela Mistral
- Jardín San Francisco
- Jardín Juárez
- Jardín el Beaterio
- El Topocharco
- Jardín de la Villa

## Infraestructura
En la zona conurbada Colima-Villa de Álvarez, el transporte urbano es manejado por SINTRA (Sistema Integral de Transporte S.A. de C.V.) y SOCACOVA (Sociedad Cooperativa de Autotransportes Colima-Villa de Álvarez S.C.L.); las cuales tienen un parque vehicular de un total de 227 unidades de las cuales se encuentran laborando el 50% de unidades en cada empresa.

### Aeropuerto Nacional Licenciado Miguel de la Madrid

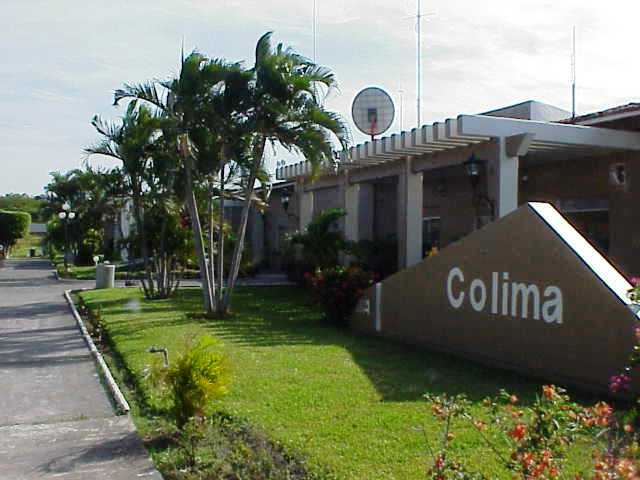
Aeropuerto Nacional Licenciado Miguel de la Madrid.

Colima cuenta con el Aeropuerto Nacional Licenciado Miguel de la Madrid, ubicado en el municipio de Cuauhtémoc, a 22 kilómetros de la ciudad. La terminal aérea cuenta con una superficie de 486 hectáreas aproximadamente y su plataforma para la aviación comercial es de 13.62 hectáreas; además tiene tres posiciones y una pista.

## Medios de comunicación
Existen siete periódicos de circulación diaria de paga. Los diarios locales son: Avanzada, El Comentario, Colimán, Diario de Colima, Ecos de la Costa, El Mundo Desde Colima y El Noticiero. El periódico de mayor antigüedad en la ciudad es Ecos de la Costa, fundado en 1927. La ciudad cuenta con 13 estaciones de radio. El municipio cuenta con seis oficinas postales.[cita requerida]